# Kitakjušu
Kitakjušu (Kitakyushu) je grad pod izravnom državnom upravom u prefekturi Fukuoki, na jugu Japana, s gotovo milijun žitelja. Željezničko je i cestovno čvorište te uz Fukuoku najveće gospodarsko središte i najveća pomorska luka najjužnijeg japanskog otoka Kjušua. Ime Kitakjušu u prijevodu znači »Grad na sjeveru Kjušua«.
Kao sveučilišni grad, Kitakjušu je sjedište Instituta za tehnologiju, Dentalnog sveučilišta i Sveučilišta Kitakjušu uz brojna privatna sveučilišta, učilišta i visoke škole. U gradu djeluje i Istraživački i razvojni znanstveni park.
Krajem Drugog svjetskog rata Kitakjušu je bio prvotna meta za izbacivanje američkog nuklearnog oružja, no ta je sudbina na kraju ipak dočekala Nagasaki. Grad je   1963. godine japanska vlada proglasila područjem izravne državne uprave s ciljem decentralizacije i rasterećenja Fukuoke, s kojom zajedno čini urbaniziranu cjelinu Sjevernog Kjušua.
Pobratimljen je s južnokorejskim Incheonom i američkim Norfolkom u Virginiji, dvjema velikim pomorskim lukama.

## Vanjske poveznice
- Službene stranice Istraživačkog i razvojnog znanstvenog parka u Kitakjušu  Arhivirana inačica izvorne stranice od 15. prosinca 2019. (Wayback Machine) na japanskom jeziku